# Ортодоксальная защита
Ортодокса́льная защи́та — шахматный дебют, разновидность отказанного ферзевого гамбита. Начинается ходами: 
 1. d2-d4 d7-d5 
 2. c2-c4 e7-e6 
 3. Кb1-c3 Кg8-f6 
 4. Сc1-g5 Сf8-e7 
 5. e2-e3 0—0 
 6. Кg1-f3 Кb8-d7.

## История
Название дебюту в шутку дал немецкий теоретик Зигберт Тарраш, так как, во-первых, это наиболее старинная система игры за чёрных в ферзевом гамбите, а во-вторых, данная табия была широко распространена на практике, даже несмотря на её фактический неуспех в турнирах конца XIX века.
Доктор Тарраш, будучи автором собственного варианта ферзевого гамбита (Защита Тарраша), стремился показать оригинальность своего дебюта, поэтому все другие варианты ферзевого гамбита, начинающиеся ходами 1. d2-d4 d7-d5 2. c2-c4 e7-e6 3. Кb1-c3 Кg8-f6, он объединил под названием «ортодоксальная защита». Вследствие этого, на протяжении длительного времени шахматная теория, следуя рекомендациям немецкого маэстро, делила все системы игры отказанного ферзевого гамбита на защиту Тарраша и «все остальные». При этом в зарубежной литературе для обозначения главного продолжения ортодоксальной защиты был введён термин «строго ортодоксальная защита». Позже классификация дебютов претерпела изменения, многие стратегически оригинальные варианты и системы были выделены из ортодоксальной защиты в самостоятельные дебюты.
Долгое время ортодоксальная защита считалась главным вариантом игры за чёрных, пик её популярности приходится на начало XX века, например, во время матча за звание чемпиона мира между Х. Р. Капабланкой и А. А. Алехиным в 1927 году. C середины 1930-х годов интерес к дебюту стал ослабевать, но с конца XX столетия, особенно после серии матчей за первенство мира между А. Е. Карповым и Г. К. Каспаровым, данное начало стало регулярно встречаться в соревнованиях шахматистов.
Ортодоксальная защита входила в дебютный репертуар большого количества чемпионов мира по шахматам и на 2008 год была одной из наиболее разработанных частей теории дебютов, распадающейся на множество вариантов и систем.

## Идеи дебюта
Чёрные укрепляют пункт d5 и получают прочную позицию в центре. Главные недостатки системы — стеснённая позиция и проблемы с развитием слона ферзевого фланга. Вследствие этого основная задача чёрных состоит в том, чтобы, удерживая ключевые пункты в центре, осуществить развитие слона c8 и уравнять игру, используя один из вариантов:
1. Фланговое развитие путём b7-b6 с дальнейшим Сc8-b7;
2. Расширенное фианкетто: d5:c4, b7-b5, a7-a6, c6-c5 с последующим Сc8-b7;
3. Осуществление контрудара c7-c5. Далее, как правило, следует: c4:d5, e6:d5, d4:c5. После размена раскрывается диагональ c8-h3, что разрешает проблему развития слона.

## Варианты

### Продолжение 7. Лa1-c1
Данный ход был введён в практику Д. Блэкберном. Белые занимают ладьёй линию «c» в преддверии возможных разменов и продвижения c7-c5. В настоящее время это наиболее популярное продолжение, которое рассматривается теорией в качестве основного варианта продолжения игры.
- 7. … b7-b6 8. c4:d5 e6:d5
  - 9. Сf1-d3 — атака Пильсбери[12].
  - 9. Сf1-b5 — вариант Капабланки[13].
- 7. … a7-a6 — швейцарский вариант (Хеннебергера)[14].
  - 8. c4:d5 — карлсбадский вариант[15].
- 7. … c7-c6 — ход, предоставляющий чёрным выбор различных систем защиты:
  - 8. Фd1-c2 — атака Рубинштейна[16].
    - 8. … Кf6-e4 — вариант Вольфа[17].
    - 8. … a7-a6 — карлсбадский вариант[18].
      - 9. a2-a3 — вариант Грюнфельда[19].
      - 9. c4:d5[20]

  - 8. Сf1-d3 d5:c4 9. Сd3:c4
    - 9. … h7-h6 10. Сg5-h4 b7-b5 11. Сc4-d3 a7-a6
      - 12. Сd3-b1 c6-c5 — с удобной игрой для чёрных[11].
      - 12. a2-a4
        - 12. …b5-b4 13. Сh4:f6 g7:f6 14. Кc3-e4 — с лучшими шансами у белых[11].
        - 12. … b5:a4 13. Кc3:a4 Фd8-a5+ 14. Кf3-d2 Сe7-b4 15. Кa4-c3 c6-c5 16. Кd2-b3 — с лучшими шансами у белых[11].

    - 9. … b7-b5 — вариант с расширенным фианкетто[21].
    - 9. …Кf6-d5 — система Капабланки[22].
      - 10. h2-h4 — вариант Яновского[23].
      - 10. Сg5:e7 Фd8:e7[24]
        - 11. Кc3-e4 — вариант Алехина[25].
        - 11. 0—0 Кd5:c3 12. Лc1:c3 e6-e5 — классический вариант[26].
          - 13. Фd1-b1 — вариант Мароци[27].
          - 13. Фd1-c2 — вариант Видмара[28].
          - 13. d4:e5 Кd7:e5 14. Кf3:e5 Фe7:e5[29] — с равной игрой[11].

### Другие продолжения
Согласно статистике, данные варианты являются менее распространёнными.
- 7. Фd1-c2 — вариант Рубинштейна[30].
  - 7. … c7-c5 8. c4:d5[31] — с примерным равенством[11].
  - 7. … c7-c6 8. Лa1-d1! Лf8-e8 9. a2-a3 a7-a6 10. h2-h4
    - 10. … Кd7-f8 11. Сf1-d3 d5:c4 12. Сd3:c4 Кf6-d5 13. Сg5:e7 Фd8:e7 14. Кf3-e5 — с преимуществом у белых[11].
    - 10. … d5:c4 11. Сf1:c4 Кf6-d5 12. Сg5:e7 Фd8:e7 13. Кf3-e5! — с лучшими шансами у белых[11].
- 7. Сf1-d3 — вариант Ботвинника[32].
- 7. c4:d5
- 7. a2-a3
- 7. Фd1-b3 — вариант Раузера[33].
- 7. Cf1-e2
- 7. c4-c5

## Примерные партии
|   | a | b | c | d | e | f | g | h |   |
| - | --- | --- | --- | --- | --- | --- | --- | --- | - |
| 8 | d8 чёрная ладья · g8 чёрный король · a7 чёрная пешка · f7 чёрная пешка · g7 чёрная пешка · h7 чёрная пешка · c3 белая ладья · e3 белая пешка · a2 белая пешка · b2 чёрный ферзь · e2 белый ферзь · f2 белая пешка · g2 белая пешка · h2 белая пешка · g1 белый король | d8 чёрная ладья · g8 чёрный король · a7 чёрная пешка · f7 чёрная пешка · g7 чёрная пешка · h7 чёрная пешка · c3 белая ладья · e3 белая пешка · a2 белая пешка · b2 чёрный ферзь · e2 белый ферзь · f2 белая пешка · g2 белая пешка · h2 белая пешка · g1 белый король | d8 чёрная ладья · g8 чёрный король · a7 чёрная пешка · f7 чёрная пешка · g7 чёрная пешка · h7 чёрная пешка · c3 белая ладья · e3 белая пешка · a2 белая пешка · b2 чёрный ферзь · e2 белый ферзь · f2 белая пешка · g2 белая пешка · h2 белая пешка · g1 белый король | d8 чёрная ладья · g8 чёрный король · a7 чёрная пешка · f7 чёрная пешка · g7 чёрная пешка · h7 чёрная пешка · c3 белая ладья · e3 белая пешка · a2 белая пешка · b2 чёрный ферзь · e2 белый ферзь · f2 белая пешка · g2 белая пешка · h2 белая пешка · g1 белый король | d8 чёрная ладья · g8 чёрный король · a7 чёрная пешка · f7 чёрная пешка · g7 чёрная пешка · h7 чёрная пешка · c3 белая ладья · e3 белая пешка · a2 белая пешка · b2 чёрный ферзь · e2 белый ферзь · f2 белая пешка · g2 белая пешка · h2 белая пешка · g1 белый король | d8 чёрная ладья · g8 чёрный король · a7 чёрная пешка · f7 чёрная пешка · g7 чёрная пешка · h7 чёрная пешка · c3 белая ладья · e3 белая пешка · a2 белая пешка · b2 чёрный ферзь · e2 белый ферзь · f2 белая пешка · g2 белая пешка · h2 белая пешка · g1 белый король | d8 чёрная ладья · g8 чёрный король · a7 чёрная пешка · f7 чёрная пешка · g7 чёрная пешка · h7 чёрная пешка · c3 белая ладья · e3 белая пешка · a2 белая пешка · b2 чёрный ферзь · e2 белый ферзь · f2 белая пешка · g2 белая пешка · h2 белая пешка · g1 белый король | d8 чёрная ладья · g8 чёрный король · a7 чёрная пешка · f7 чёрная пешка · g7 чёрная пешка · h7 чёрная пешка · c3 белая ладья · e3 белая пешка · a2 белая пешка · b2 чёрный ферзь · e2 белый ферзь · f2 белая пешка · g2 белая пешка · h2 белая пешка · g1 белый король | 8 |
| 7 | d8 чёрная ладья · g8 чёрный король · a7 чёрная пешка · f7 чёрная пешка · g7 чёрная пешка · h7 чёрная пешка · c3 белая ладья · e3 белая пешка · a2 белая пешка · b2 чёрный ферзь · e2 белый ферзь · f2 белая пешка · g2 белая пешка · h2 белая пешка · g1 белый король | d8 чёрная ладья · g8 чёрный король · a7 чёрная пешка · f7 чёрная пешка · g7 чёрная пешка · h7 чёрная пешка · c3 белая ладья · e3 белая пешка · a2 белая пешка · b2 чёрный ферзь · e2 белый ферзь · f2 белая пешка · g2 белая пешка · h2 белая пешка · g1 белый король | d8 чёрная ладья · g8 чёрный король · a7 чёрная пешка · f7 чёрная пешка · g7 чёрная пешка · h7 чёрная пешка · c3 белая ладья · e3 белая пешка · a2 белая пешка · b2 чёрный ферзь · e2 белый ферзь · f2 белая пешка · g2 белая пешка · h2 белая пешка · g1 белый король | d8 чёрная ладья · g8 чёрный король · a7 чёрная пешка · f7 чёрная пешка · g7 чёрная пешка · h7 чёрная пешка · c3 белая ладья · e3 белая пешка · a2 белая пешка · b2 чёрный ферзь · e2 белый ферзь · f2 белая пешка · g2 белая пешка · h2 белая пешка · g1 белый король | d8 чёрная ладья · g8 чёрный король · a7 чёрная пешка · f7 чёрная пешка · g7 чёрная пешка · h7 чёрная пешка · c3 белая ладья · e3 белая пешка · a2 белая пешка · b2 чёрный ферзь · e2 белый ферзь · f2 белая пешка · g2 белая пешка · h2 белая пешка · g1 белый король | d8 чёрная ладья · g8 чёрный король · a7 чёрная пешка · f7 чёрная пешка · g7 чёрная пешка · h7 чёрная пешка · c3 белая ладья · e3 белая пешка · a2 белая пешка · b2 чёрный ферзь · e2 белый ферзь · f2 белая пешка · g2 белая пешка · h2 белая пешка · g1 белый король | d8 чёрная ладья · g8 чёрный король · a7 чёрная пешка · f7 чёрная пешка · g7 чёрная пешка · h7 чёрная пешка · c3 белая ладья · e3 белая пешка · a2 белая пешка · b2 чёрный ферзь · e2 белый ферзь · f2 белая пешка · g2 белая пешка · h2 белая пешка · g1 белый король | d8 чёрная ладья · g8 чёрный король · a7 чёрная пешка · f7 чёрная пешка · g7 чёрная пешка · h7 чёрная пешка · c3 белая ладья · e3 белая пешка · a2 белая пешка · b2 чёрный ферзь · e2 белый ферзь · f2 белая пешка · g2 белая пешка · h2 белая пешка · g1 белый король | 7 |
| 6 | d8 чёрная ладья · g8 чёрный король · a7 чёрная пешка · f7 чёрная пешка · g7 чёрная пешка · h7 чёрная пешка · c3 белая ладья · e3 белая пешка · a2 белая пешка · b2 чёрный ферзь · e2 белый ферзь · f2 белая пешка · g2 белая пешка · h2 белая пешка · g1 белый король | d8 чёрная ладья · g8 чёрный король · a7 чёрная пешка · f7 чёрная пешка · g7 чёрная пешка · h7 чёрная пешка · c3 белая ладья · e3 белая пешка · a2 белая пешка · b2 чёрный ферзь · e2 белый ферзь · f2 белая пешка · g2 белая пешка · h2 белая пешка · g1 белый король | d8 чёрная ладья · g8 чёрный король · a7 чёрная пешка · f7 чёрная пешка · g7 чёрная пешка · h7 чёрная пешка · c3 белая ладья · e3 белая пешка · a2 белая пешка · b2 чёрный ферзь · e2 белый ферзь · f2 белая пешка · g2 белая пешка · h2 белая пешка · g1 белый король | d8 чёрная ладья · g8 чёрный король · a7 чёрная пешка · f7 чёрная пешка · g7 чёрная пешка · h7 чёрная пешка · c3 белая ладья · e3 белая пешка · a2 белая пешка · b2 чёрный ферзь · e2 белый ферзь · f2 белая пешка · g2 белая пешка · h2 белая пешка · g1 белый король | d8 чёрная ладья · g8 чёрный король · a7 чёрная пешка · f7 чёрная пешка · g7 чёрная пешка · h7 чёрная пешка · c3 белая ладья · e3 белая пешка · a2 белая пешка · b2 чёрный ферзь · e2 белый ферзь · f2 белая пешка · g2 белая пешка · h2 белая пешка · g1 белый король | d8 чёрная ладья · g8 чёрный король · a7 чёрная пешка · f7 чёрная пешка · g7 чёрная пешка · h7 чёрная пешка · c3 белая ладья · e3 белая пешка · a2 белая пешка · b2 чёрный ферзь · e2 белый ферзь · f2 белая пешка · g2 белая пешка · h2 белая пешка · g1 белый король | d8 чёрная ладья · g8 чёрный король · a7 чёрная пешка · f7 чёрная пешка · g7 чёрная пешка · h7 чёрная пешка · c3 белая ладья · e3 белая пешка · a2 белая пешка · b2 чёрный ферзь · e2 белый ферзь · f2 белая пешка · g2 белая пешка · h2 белая пешка · g1 белый король | d8 чёрная ладья · g8 чёрный король · a7 чёрная пешка · f7 чёрная пешка · g7 чёрная пешка · h7 чёрная пешка · c3 белая ладья · e3 белая пешка · a2 белая пешка · b2 чёрный ферзь · e2 белый ферзь · f2 белая пешка · g2 белая пешка · h2 белая пешка · g1 белый король | 6 |
| 5 | d8 чёрная ладья · g8 чёрный король · a7 чёрная пешка · f7 чёрная пешка · g7 чёрная пешка · h7 чёрная пешка · c3 белая ладья · e3 белая пешка · a2 белая пешка · b2 чёрный ферзь · e2 белый ферзь · f2 белая пешка · g2 белая пешка · h2 белая пешка · g1 белый король | d8 чёрная ладья · g8 чёрный король · a7 чёрная пешка · f7 чёрная пешка · g7 чёрная пешка · h7 чёрная пешка · c3 белая ладья · e3 белая пешка · a2 белая пешка · b2 чёрный ферзь · e2 белый ферзь · f2 белая пешка · g2 белая пешка · h2 белая пешка · g1 белый король | d8 чёрная ладья · g8 чёрный король · a7 чёрная пешка · f7 чёрная пешка · g7 чёрная пешка · h7 чёрная пешка · c3 белая ладья · e3 белая пешка · a2 белая пешка · b2 чёрный ферзь · e2 белый ферзь · f2 белая пешка · g2 белая пешка · h2 белая пешка · g1 белый король | d8 чёрная ладья · g8 чёрный король · a7 чёрная пешка · f7 чёрная пешка · g7 чёрная пешка · h7 чёрная пешка · c3 белая ладья · e3 белая пешка · a2 белая пешка · b2 чёрный ферзь · e2 белый ферзь · f2 белая пешка · g2 белая пешка · h2 белая пешка · g1 белый король | d8 чёрная ладья · g8 чёрный король · a7 чёрная пешка · f7 чёрная пешка · g7 чёрная пешка · h7 чёрная пешка · c3 белая ладья · e3 белая пешка · a2 белая пешка · b2 чёрный ферзь · e2 белый ферзь · f2 белая пешка · g2 белая пешка · h2 белая пешка · g1 белый король | d8 чёрная ладья · g8 чёрный король · a7 чёрная пешка · f7 чёрная пешка · g7 чёрная пешка · h7 чёрная пешка · c3 белая ладья · e3 белая пешка · a2 белая пешка · b2 чёрный ферзь · e2 белый ферзь · f2 белая пешка · g2 белая пешка · h2 белая пешка · g1 белый король | d8 чёрная ладья · g8 чёрный король · a7 чёрная пешка · f7 чёрная пешка · g7 чёрная пешка · h7 чёрная пешка · c3 белая ладья · e3 белая пешка · a2 белая пешка · b2 чёрный ферзь · e2 белый ферзь · f2 белая пешка · g2 белая пешка · h2 белая пешка · g1 белый король | d8 чёрная ладья · g8 чёрный король · a7 чёрная пешка · f7 чёрная пешка · g7 чёрная пешка · h7 чёрная пешка · c3 белая ладья · e3 белая пешка · a2 белая пешка · b2 чёрный ферзь · e2 белый ферзь · f2 белая пешка · g2 белая пешка · h2 белая пешка · g1 белый король | 5 |
| 4 | d8 чёрная ладья · g8 чёрный король · a7 чёрная пешка · f7 чёрная пешка · g7 чёрная пешка · h7 чёрная пешка · c3 белая ладья · e3 белая пешка · a2 белая пешка · b2 чёрный ферзь · e2 белый ферзь · f2 белая пешка · g2 белая пешка · h2 белая пешка · g1 белый король | d8 чёрная ладья · g8 чёрный король · a7 чёрная пешка · f7 чёрная пешка · g7 чёрная пешка · h7 чёрная пешка · c3 белая ладья · e3 белая пешка · a2 белая пешка · b2 чёрный ферзь · e2 белый ферзь · f2 белая пешка · g2 белая пешка · h2 белая пешка · g1 белый король | d8 чёрная ладья · g8 чёрный король · a7 чёрная пешка · f7 чёрная пешка · g7 чёрная пешка · h7 чёрная пешка · c3 белая ладья · e3 белая пешка · a2 белая пешка · b2 чёрный ферзь · e2 белый ферзь · f2 белая пешка · g2 белая пешка · h2 белая пешка · g1 белый король | d8 чёрная ладья · g8 чёрный король · a7 чёрная пешка · f7 чёрная пешка · g7 чёрная пешка · h7 чёрная пешка · c3 белая ладья · e3 белая пешка · a2 белая пешка · b2 чёрный ферзь · e2 белый ферзь · f2 белая пешка · g2 белая пешка · h2 белая пешка · g1 белый король | d8 чёрная ладья · g8 чёрный король · a7 чёрная пешка · f7 чёрная пешка · g7 чёрная пешка · h7 чёрная пешка · c3 белая ладья · e3 белая пешка · a2 белая пешка · b2 чёрный ферзь · e2 белый ферзь · f2 белая пешка · g2 белая пешка · h2 белая пешка · g1 белый король | d8 чёрная ладья · g8 чёрный король · a7 чёрная пешка · f7 чёрная пешка · g7 чёрная пешка · h7 чёрная пешка · c3 белая ладья · e3 белая пешка · a2 белая пешка · b2 чёрный ферзь · e2 белый ферзь · f2 белая пешка · g2 белая пешка · h2 белая пешка · g1 белый король | d8 чёрная ладья · g8 чёрный король · a7 чёрная пешка · f7 чёрная пешка · g7 чёрная пешка · h7 чёрная пешка · c3 белая ладья · e3 белая пешка · a2 белая пешка · b2 чёрный ферзь · e2 белый ферзь · f2 белая пешка · g2 белая пешка · h2 белая пешка · g1 белый король | d8 чёрная ладья · g8 чёрный король · a7 чёрная пешка · f7 чёрная пешка · g7 чёрная пешка · h7 чёрная пешка · c3 белая ладья · e3 белая пешка · a2 белая пешка · b2 чёрный ферзь · e2 белый ферзь · f2 белая пешка · g2 белая пешка · h2 белая пешка · g1 белый король | 4 |
| 3 | d8 чёрная ладья · g8 чёрный король · a7 чёрная пешка · f7 чёрная пешка · g7 чёрная пешка · h7 чёрная пешка · c3 белая ладья · e3 белая пешка · a2 белая пешка · b2 чёрный ферзь · e2 белый ферзь · f2 белая пешка · g2 белая пешка · h2 белая пешка · g1 белый король | d8 чёрная ладья · g8 чёрный король · a7 чёрная пешка · f7 чёрная пешка · g7 чёрная пешка · h7 чёрная пешка · c3 белая ладья · e3 белая пешка · a2 белая пешка · b2 чёрный ферзь · e2 белый ферзь · f2 белая пешка · g2 белая пешка · h2 белая пешка · g1 белый король | d8 чёрная ладья · g8 чёрный король · a7 чёрная пешка · f7 чёрная пешка · g7 чёрная пешка · h7 чёрная пешка · c3 белая ладья · e3 белая пешка · a2 белая пешка · b2 чёрный ферзь · e2 белый ферзь · f2 белая пешка · g2 белая пешка · h2 белая пешка · g1 белый король | d8 чёрная ладья · g8 чёрный король · a7 чёрная пешка · f7 чёрная пешка · g7 чёрная пешка · h7 чёрная пешка · c3 белая ладья · e3 белая пешка · a2 белая пешка · b2 чёрный ферзь · e2 белый ферзь · f2 белая пешка · g2 белая пешка · h2 белая пешка · g1 белый король | d8 чёрная ладья · g8 чёрный король · a7 чёрная пешка · f7 чёрная пешка · g7 чёрная пешка · h7 чёрная пешка · c3 белая ладья · e3 белая пешка · a2 белая пешка · b2 чёрный ферзь · e2 белый ферзь · f2 белая пешка · g2 белая пешка · h2 белая пешка · g1 белый король | d8 чёрная ладья · g8 чёрный король · a7 чёрная пешка · f7 чёрная пешка · g7 чёрная пешка · h7 чёрная пешка · c3 белая ладья · e3 белая пешка · a2 белая пешка · b2 чёрный ферзь · e2 белый ферзь · f2 белая пешка · g2 белая пешка · h2 белая пешка · g1 белый король | d8 чёрная ладья · g8 чёрный король · a7 чёрная пешка · f7 чёрная пешка · g7 чёрная пешка · h7 чёрная пешка · c3 белая ладья · e3 белая пешка · a2 белая пешка · b2 чёрный ферзь · e2 белый ферзь · f2 белая пешка · g2 белая пешка · h2 белая пешка · g1 белый король | d8 чёрная ладья · g8 чёрный король · a7 чёрная пешка · f7 чёрная пешка · g7 чёрная пешка · h7 чёрная пешка · c3 белая ладья · e3 белая пешка · a2 белая пешка · b2 чёрный ферзь · e2 белый ферзь · f2 белая пешка · g2 белая пешка · h2 белая пешка · g1 белый король | 3 |
| 2 | d8 чёрная ладья · g8 чёрный король · a7 чёрная пешка · f7 чёрная пешка · g7 чёрная пешка · h7 чёрная пешка · c3 белая ладья · e3 белая пешка · a2 белая пешка · b2 чёрный ферзь · e2 белый ферзь · f2 белая пешка · g2 белая пешка · h2 белая пешка · g1 белый король | d8 чёрная ладья · g8 чёрный король · a7 чёрная пешка · f7 чёрная пешка · g7 чёрная пешка · h7 чёрная пешка · c3 белая ладья · e3 белая пешка · a2 белая пешка · b2 чёрный ферзь · e2 белый ферзь · f2 белая пешка · g2 белая пешка · h2 белая пешка · g1 белый король | d8 чёрная ладья · g8 чёрный король · a7 чёрная пешка · f7 чёрная пешка · g7 чёрная пешка · h7 чёрная пешка · c3 белая ладья · e3 белая пешка · a2 белая пешка · b2 чёрный ферзь · e2 белый ферзь · f2 белая пешка · g2 белая пешка · h2 белая пешка · g1 белый король | d8 чёрная ладья · g8 чёрный король · a7 чёрная пешка · f7 чёрная пешка · g7 чёрная пешка · h7 чёрная пешка · c3 белая ладья · e3 белая пешка · a2 белая пешка · b2 чёрный ферзь · e2 белый ферзь · f2 белая пешка · g2 белая пешка · h2 белая пешка · g1 белый король | d8 чёрная ладья · g8 чёрный король · a7 чёрная пешка · f7 чёрная пешка · g7 чёрная пешка · h7 чёрная пешка · c3 белая ладья · e3 белая пешка · a2 белая пешка · b2 чёрный ферзь · e2 белый ферзь · f2 белая пешка · g2 белая пешка · h2 белая пешка · g1 белый король | d8 чёрная ладья · g8 чёрный король · a7 чёрная пешка · f7 чёрная пешка · g7 чёрная пешка · h7 чёрная пешка · c3 белая ладья · e3 белая пешка · a2 белая пешка · b2 чёрный ферзь · e2 белый ферзь · f2 белая пешка · g2 белая пешка · h2 белая пешка · g1 белый король | d8 чёрная ладья · g8 чёрный король · a7 чёрная пешка · f7 чёрная пешка · g7 чёрная пешка · h7 чёрная пешка · c3 белая ладья · e3 белая пешка · a2 белая пешка · b2 чёрный ферзь · e2 белый ферзь · f2 белая пешка · g2 белая пешка · h2 белая пешка · g1 белый король | d8 чёрная ладья · g8 чёрный король · a7 чёрная пешка · f7 чёрная пешка · g7 чёрная пешка · h7 чёрная пешка · c3 белая ладья · e3 белая пешка · a2 белая пешка · b2 чёрный ферзь · e2 белый ферзь · f2 белая пешка · g2 белая пешка · h2 белая пешка · g1 белый король | 2 |
| 1 | d8 чёрная ладья · g8 чёрный король · a7 чёрная пешка · f7 чёрная пешка · g7 чёрная пешка · h7 чёрная пешка · c3 белая ладья · e3 белая пешка · a2 белая пешка · b2 чёрный ферзь · e2 белый ферзь · f2 белая пешка · g2 белая пешка · h2 белая пешка · g1 белый король | d8 чёрная ладья · g8 чёрный король · a7 чёрная пешка · f7 чёрная пешка · g7 чёрная пешка · h7 чёрная пешка · c3 белая ладья · e3 белая пешка · a2 белая пешка · b2 чёрный ферзь · e2 белый ферзь · f2 белая пешка · g2 белая пешка · h2 белая пешка · g1 белый король | d8 чёрная ладья · g8 чёрный король · a7 чёрная пешка · f7 чёрная пешка · g7 чёрная пешка · h7 чёрная пешка · c3 белая ладья · e3 белая пешка · a2 белая пешка · b2 чёрный ферзь · e2 белый ферзь · f2 белая пешка · g2 белая пешка · h2 белая пешка · g1 белый король | d8 чёрная ладья · g8 чёрный король · a7 чёрная пешка · f7 чёрная пешка · g7 чёрная пешка · h7 чёрная пешка · c3 белая ладья · e3 белая пешка · a2 белая пешка · b2 чёрный ферзь · e2 белый ферзь · f2 белая пешка · g2 белая пешка · h2 белая пешка · g1 белый король | d8 чёрная ладья · g8 чёрный король · a7 чёрная пешка · f7 чёрная пешка · g7 чёрная пешка · h7 чёрная пешка · c3 белая ладья · e3 белая пешка · a2 белая пешка · b2 чёрный ферзь · e2 белый ферзь · f2 белая пешка · g2 белая пешка · h2 белая пешка · g1 белый король | d8 чёрная ладья · g8 чёрный король · a7 чёрная пешка · f7 чёрная пешка · g7 чёрная пешка · h7 чёрная пешка · c3 белая ладья · e3 белая пешка · a2 белая пешка · b2 чёрный ферзь · e2 белый ферзь · f2 белая пешка · g2 белая пешка · h2 белая пешка · g1 белый король | d8 чёрная ладья · g8 чёрный король · a7 чёрная пешка · f7 чёрная пешка · g7 чёрная пешка · h7 чёрная пешка · c3 белая ладья · e3 белая пешка · a2 белая пешка · b2 чёрный ферзь · e2 белый ферзь · f2 белая пешка · g2 белая пешка · h2 белая пешка · g1 белый король | d8 чёрная ладья · g8 чёрный король · a7 чёрная пешка · f7 чёрная пешка · g7 чёрная пешка · h7 чёрная пешка · c3 белая ладья · e3 белая пешка · a2 белая пешка · b2 чёрный ферзь · e2 белый ферзь · f2 белая пешка · g2 белая пешка · h2 белая пешка · g1 белый король | 1 |
|   | a | b | c | d | e | f | g | h |   |

- Бернштейн — Капабланка, Москва, 1914[34][35]

1. d2-d4 d7-d5 2. c2-c4 e7-e6 3. Кb1-c3 Кg8-f6 4. Сc1-g5 Сf8-e7 5. e2-e3 0—0 6. Кg1-f3 Кb8-d7 7. Лa1-c1 b7- b6  8. c4:d5  e6:d5  9. Фd1-a4  Сc8-b7  10. Сf1-a6  Сb7:a6  11. Фa4:a6  c7-c5  12. Сg5:f6 ? Кd7:f6  13. d4:c5  b6:c5  14. 0—0  Фd8-b6  15. Фa6-e2 c5- c4 ! 16. Лf1-d1 Лf8-d8  17. Кf3-d4  Сe7-b4  18. b2-b3 Лa8-c8  19. b3:c4  d5:c4  20. Лc1-c2 Сb4:c3  21. Лc2:c3  Кf6-d5!  22. Лc3-c2  c4-c3  23. Лd1-c1  Лc8-c5  24. Кd4-b3  Лc5-c6  25. Кb3-d4  Лc6-c7  26. Кd4-b5  Лc7-c5  27. Кb5:c3?  Кd5:c3  28. Лc2:c3 Лc5:c3  29. Лc1:c3  Фb6-b2! 0-1.
Белые рассчитывали на продолжение 29. … Фb6-b1+ 30. Фe2-f1 Фb1:f1+, однако попали в ловушку. В финальной позиции чёрный ферзь держит под ударом две белые фигуры (см. диаграмму), при этом взятие ферзя грозит матом (30. Фe2:b2 Лd8-d1×), ход ладьёй на c2 также ведёт к проигрышу (30. Лc3-c2 Фb2-b1+ 31. Фe2-f1 Фb1:c2). Не спасает белых и 30. Фe2-d3 (создание препятствия для 30. …Фb2-b1+ и угроза взятия чёрной ладьи d8, на 30. …Лd8:d3 последует 30. Лc3-c8+ c выигрышем) ввиду 30. …Фb2-a1+ Фd3-f1 31. Фa1:c3.
- Алехин — Эм. Ласкер, Цюрих, 1934[36]

1. d2-d4 d7-d5 2. c2-c4 e7-e6 3. Кb1-c3 Кg8-f6 4. Сc1-g5 Сf8-e7 5. e2-e3 0—0 6. Кg1-f3 Кb8-d7 7. Лa1-c1  c7-c6  8. Сf1-d3  d5:c4  9. Сd3:c4  Кf6-d5  10. Сg5:e7  Фd8:e7  11. Кc3-e4  Кd5-f6  12. Кe4-g3  e6-e5  13. 0—0  e5:d4  14. Кg3-f5  Фe7-d8  15. Кf3:d4  Кd7-e5  16. Сc4-b3  С:f5  17. Кc8:f5  Фd8-b6  18. Фd1-d6 Кe5-d7  19. Лf1-d1  Лa8-d8  20. Фd6-g3 g7- g6  21. Фg3-g5  Крg8-h8  22. Кf5-d6  Крh8-g7  23. e3-e4  Кf6-g8  24. Лd1-d3  f7-f6  25. Кd6-f5+  Крg7-h8  26. Фg5:g6 1-0. От угрозы Фg6-g7× надёжной защиты нет.